# 马尔坚加农村居民点
马尔坚加农村居民点（俄语：Сельское поселение Марденгское）是俄罗斯联邦沃洛格达州大乌斯秋格区所属的一个农村居民点。其下辖有32个居民点，行政中心为布拉戈韦谢尼耶。据2015年统计，该农村居民点的人口为796人。